# Metzleria pittieri
Metzleria pittieri là một loài Rêu trong họ Dicranaceae. Loài này được (Renauld & Cardot) Broth. mô tả khoa học đầu tiên năm 1901.